# Telenomeuta inconspicua
Telenomeuta inconspicua là một loài bướm đêm trong họ Geometridae.